# CompactPCI
CompactPCI ist ein 1997 ins Leben gerufener Standard der PICMG für High-End-Systeme in 19-Zoll-Technik mit passiver Backplane für hohe Anforderungen bezüglich Leistung, Robustheit und Ausfallsicherheit. CompactPCI kann flexibel als Mehrrechnersystem aufgebaut werden und basiert auf dem Europakartenformat. 1998 wurde der Standard weiterentwickelt und für die Messtechnik optimiert. Der daraus entstandene PXI-Standard ist mit dem CompactPCI Standard weitestgehend kompatibel.

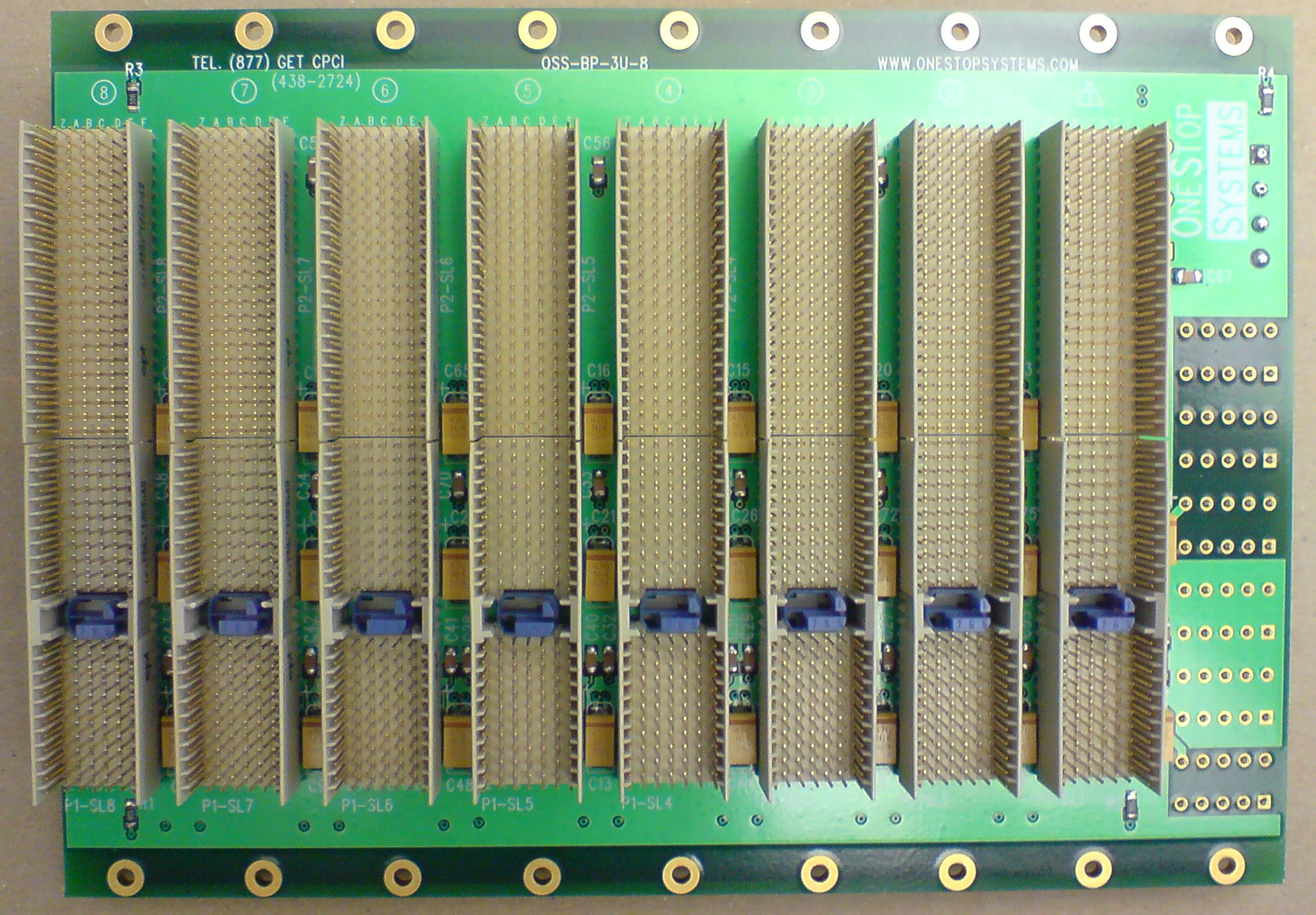
CompactPCI Backplane mit 3 U.

Die Verbindung zur Backplane erfolgt über fünfreihige gasdichte und abgeschirmte Stecker. Neben den PCI-Bussignalen (110 Pins auf Stecker J1) sind auf dem Stecker J2 110 Pins für 64-Bit PCI-Erweiterung und reservierte Systemsteuersignale oder User I/O und bei Doppel-Europakarten (6 HE) auf den Steckern J3, J4 und J5 315 Pins für User I/O vorgesehen. Bei CompactPCI ist vorgesehen, dass Karten während des Betriebs ausgewechselt werden können (Hot Swapping). Dies bedingt sowohl mechanische (unterschiedliche Pinlängen), elektrische (keine Störungen über die Backplane) und auch programmtechnische Maßnahmen für das kontrollierte Aktivieren und Deaktivieren von Treibern.
CompactPCI-Backplanes können bis zu acht Steckplätze enthalten, wovon der sogenannte System Slot für die Host-CPU-Karte mit dem Busarbiter vorgesehen ist. Mit einer PCI-to-PCI-Bridge kann die Anzahl der Karten weiter erhöht werden.
Die elektrischen Spezifikationen basieren auf dem PCI-Standard (Peripheral Component Interconnect), sind jedoch teilweise eingeschränkt, indem z. B. alle PCI-Signale nur mit einer Lasteinheit belastet werden dürfen (außer beim System Slot). Als Versorgungsspannung sind 5 V, 3,3 V, +12 V und −12 V vorgesehen. Mit einem Verriegelungsmechanismus wird verhindert, dass Karten in 3,3-V-Technologie in 5-V-Slots eingeschoben werden können oder umgekehrt.
CompactPCI wird in der Umgangssprache als „cPCI“ bzw. „CPCI“ abgekürzt. Die PICMG hat sich von diesen Bezeichnungen jedoch distanziert. Sie werden offiziell nicht mehr verwendet.